# ساتر کریک (کالیفرنیا)
ساتر کریک (به انگلیسی: Sutter Creek) شهری در شهرستان آمادور ایالت کالیفرنیا است که در سرشماری سال ۲۰۱۰ میلادی، ۲۵۰۱ نفر جمعیت داشته است.